# Андре Шіло
Андре Шіло (фр. André Chilo; 5 липня 1898, Бордо — 3 листопада 1982, Баркюс) — французький регбіcт, легкоатлет; здобув срібну медаль у змаганні з регбі на літніх Олімпійських іграх 1920, які проводились в Антверпен; чемпіон Франції 1922 року.

## Спортивна кар'єра
Під час тривання своєї спортивної кар'єри репрезентував клуби СЦУФ, Рейсінг 92, Тулуза, ТОЕЦ. Андре двічі виступав в фіналі Топ 14. Перший раз разом з командою Рейсінг 92, де вони програли в фіналі 1920 року, а другий раз разом з клубом Тулуза здобув титул чемпіона 1922 року.
Разом із збірною Франції взяв участь у змаганнях з регбі на літніх Олімпійських іграх 1920 року. 5 вересня 1920 року, в розіграному на Олімпійському стадіоні матчі команда Франції програла команді США з рахунком 0:8. Це був єдиний матч розіграний під час цього заходу, тому команда здобула срібну медаль.
Граючи за збірну Франції в 1920—1925 роках, Андре взяв участь в чотирьох матчах, але не забив жодного гола.
Андре Шіло не хіба був чудовим регбістом. Не можна забути і проте що він був чемпіоном Франції в потрійному стрибку. Окрім цього, Андре взяв участь у змаганнях з легкої атлетики під час літніх Олімпійських ігор 1920 в Антверпен, де посів 17-те місце. Встановив також свій особистий рекорд, який виносив 13,39 м (1919).

## Досягнення

### Шаленж де л'Есперанс
- Чемпіон: 1916
- Фіналіст: 1917

### Чемпіонат світу з регбі
- Чемпіон: 1922
- Віце-чемпіон: 1920

### Турнір п'яти націй
- Учасник: 1920, 1925
- Віце-чемпіон: 1920

### Літні Олімпійські ігри 1920
- Віце-чемпіон: 1920